# Diocesi di Culusi
La diocesi di Culusi (in latino Dioecesis Culusitana) è una sede soppressa e sede titolare della Chiesa cattolica.

## Storia
Culusi, nell'odierna Tunisia, è un'antica sede episcopale della provincia romana dell'Africa Proconsolare, suffraganea dell'arcidiocesi di Cartagine.
La città, situata nei pressi di Cartagine, è conosciuta anche come Culcitana o Culsitana.
Sono noti cinque vescovi di questa sede. Nicasio partecipò al sinodo di Cartagine del 345/348 presieduto da Grato. Vincenzo, delegato presso l'imperatore nel 407, assistette alla conferenza di Cartagine del 411, che vide riuniti assieme i vescovi cattolici e donatisti dell'Africa; inoltre era presente ad un altro concilio africano del 419. Tra i vescovi cattolici convocati a Cartagine dal re vandalo Unerico nel 484 partecipò il vescovo Emiliano, che venne esiliato in Corsica. Marciano prese parte ad un'assemblea conciliare del 525 e Pietro firmò gli atti del concilio africano antimonotelita del 646.
Dal 1933 Culusi è annoverata tra le sedi vescovili titolari della Chiesa cattolica; dal 23 dicembre 1988 il vescovo titolare è Imre Asztrik Várszegi, O.S.B., già arciabate di Pannonhalma.

## Cronotassi

### Vescovi
- Nicasio † (menzionato nel 345/348)
- Vincenzo † (prima del 407 - dopo il 419)
- Emiliano † (menzionato nel 484)
- Marciano † (menzionato nel 525)
- Pietro † (menzionato nel 646)

### Vescovi titolari
- Joachim N'Dayen † (5 settembre 1968 - 16 settembre 1970 succeduto arcivescovo di Bangui)
- Louis Vangeke, M.S.C. † (21 settembre 1970 - 1º marzo 1976 nominato vescovo di Bereina)
- Imre Asztrik Várszegi, O.S.B., dal 23 dicembre 1988